# My Mind's Eye
My Mind's Eye är en låt med Small Faces som släpptes som singel den 11 november 1966 med låten I Can't Dance With You på B-sidan. Singeln tog sig upp till fjärde plats på UK Singles Chart.

## Om låten
Låten skrevs av Steve Marriott och Ronnie Lane, och det var ursprungligen tänkt att den skulle vara med på ett av deras album. Men Small Faces var ute och turnerade i England och låten släpptes som singel utan att bandet visste om det. Deras manager, Don Arden, ville att de skulle släppa en singel innan jul och valde att släppa My Mind's Eye - som inte var riktigt färdig då den släpptes, så singeln innehöll en demoversion av låten. Detta satte punkt för Small Faces samarbete med managern Don Arden och skivbolaget Decca.
Marriott använde delar av julsången Gloria in excelsis Deo som inspiration till melodin och refrängen till My Mind's Eye.

## Listplaceringar
| Lista (1966-1967) | Position          |
| ----------------- | ----------------- |
| Danmark           | 7 (DR "Top 20")   |
| Frankrike         | 89                |
| Irland            | 8                 |
| Nederländerna     | 13                |
| Nya Zeeland       | 11 (NZ Listner)   |
| Storbritannien    | 4                 |
| Sverige           | 17 (Kvällstoppen) |
| Sverige           | 9 (Tio i topp)    |
| Västtyskland      | 24                |

### Fotnoter
1. ↑  
Hewitt, Paulo; Kenney Jones (1995). small faces the young mods' forgotten story. Acid Jazz. sid. pp.76. ISBN 0 9523935 0 6
2. ↑  
Hewitt, Paulo; Hellier, John. Steve Marriott - All Too Beautiful.... Helter Skelter. sid. pp.132. ISBN 1-900924-44-7
3. ↑  ”Hejmdal, Ung 67, Listplacering (se utslagna)”. https://www2.statsbiblioteket.dk/mediestream/avis/record/doms_aviser_page%3Auuid%3A9bfe976b-fa7d-44f0-99e0-9ba35b0417f5/query/Hejmdal/page/doms_aviser_page%3Auuid%3Aee5f2d83-1f26-448d-bee4-03597bc98d42. Läst 14 april 2021.
4. ↑  ”Listplacering”. http://www.infodisc.fr/Tubes_Artistes_S.php. Läst 14 april 2021.
5. ↑  ”Listplacering”. http://irishcharts.ie/search/placement?page=1&search_type=title&placement=My+Mind%27s+Eye. Läst 14 april 2021.
6. ↑  ”Listplacering”. https://dutchcharts.nl/showitem.asp?interpret=Small+Faces&titel=My+Mind%27s+Eye&cat=s. Läst 14 april 2021.
7. ↑  ”Listplacering”. Arkiverad från originalet den 25 september 2020. https://web.archive.org/web/20200925120200/http://www.flavourofnz.co.nz/index.php?qpageID=search%20listener&qartistid=582#n_view_location. Läst 14 april 2021.
8. ↑  ”Small Faces Chart History” (på engelska). The Official UK Charts Company. https://www.officialcharts.com/artist/14499/small-faces/. Läst 14 april 2021.
9. ↑  Hallberg, Eric (1993). Kvällstoppen i P3 (1:a uppl.). ISBN 91-630-2140-4
10. ↑  Hallberg, Eric (1998). Tio i topp - med de utslagna på försök 1961-74 (1:a uppl.). ISBN 91-972712-5-X
11. ↑  ”Charts Surfer”. http://www.charts-surfer.de/. Läst 14 april 2021.